# Huit Bannières
Pour les articles homonymes, voir Régime des ligues et bannières.

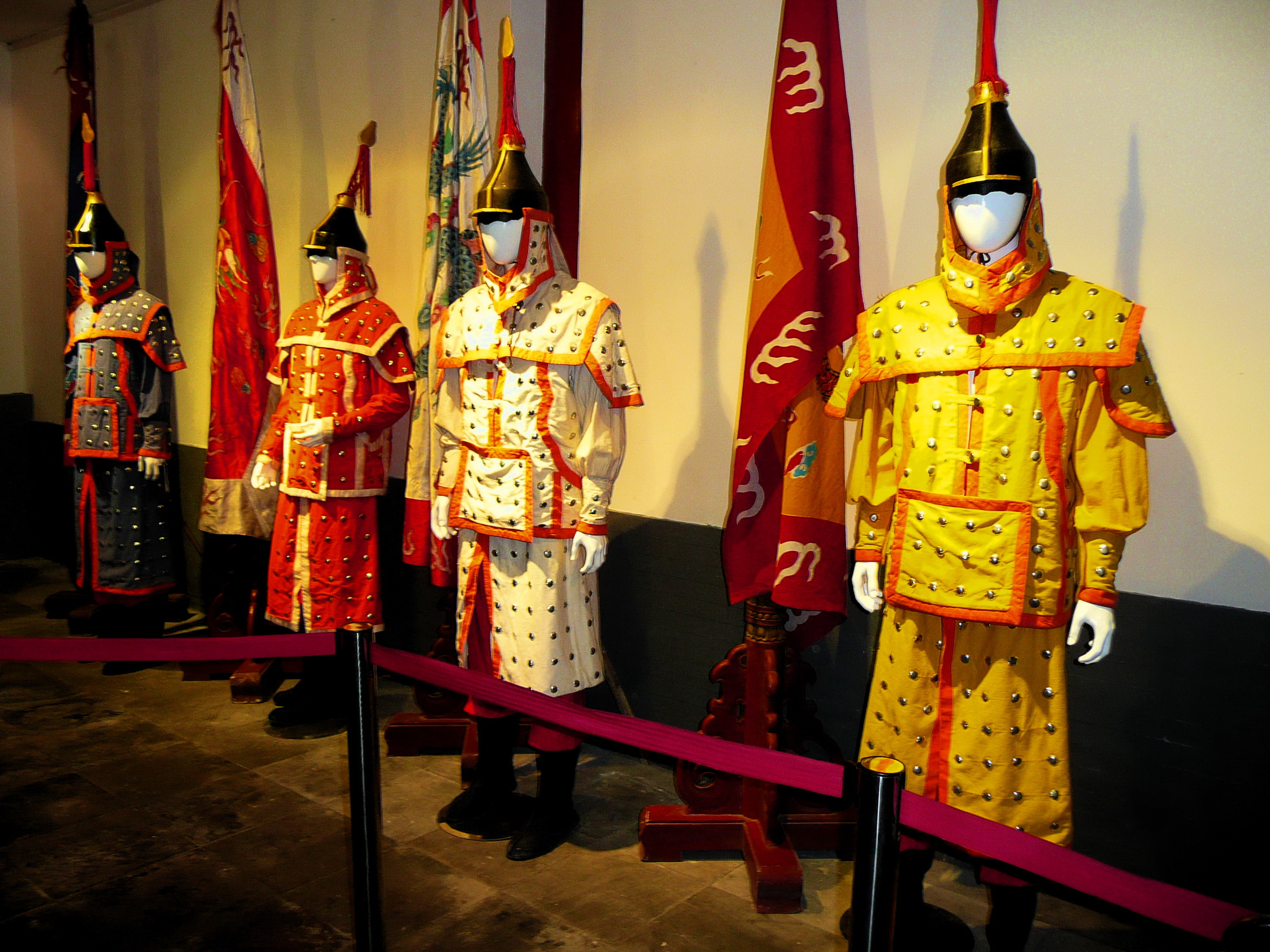
Costumes et drapeaux des quatre bannières à bordure

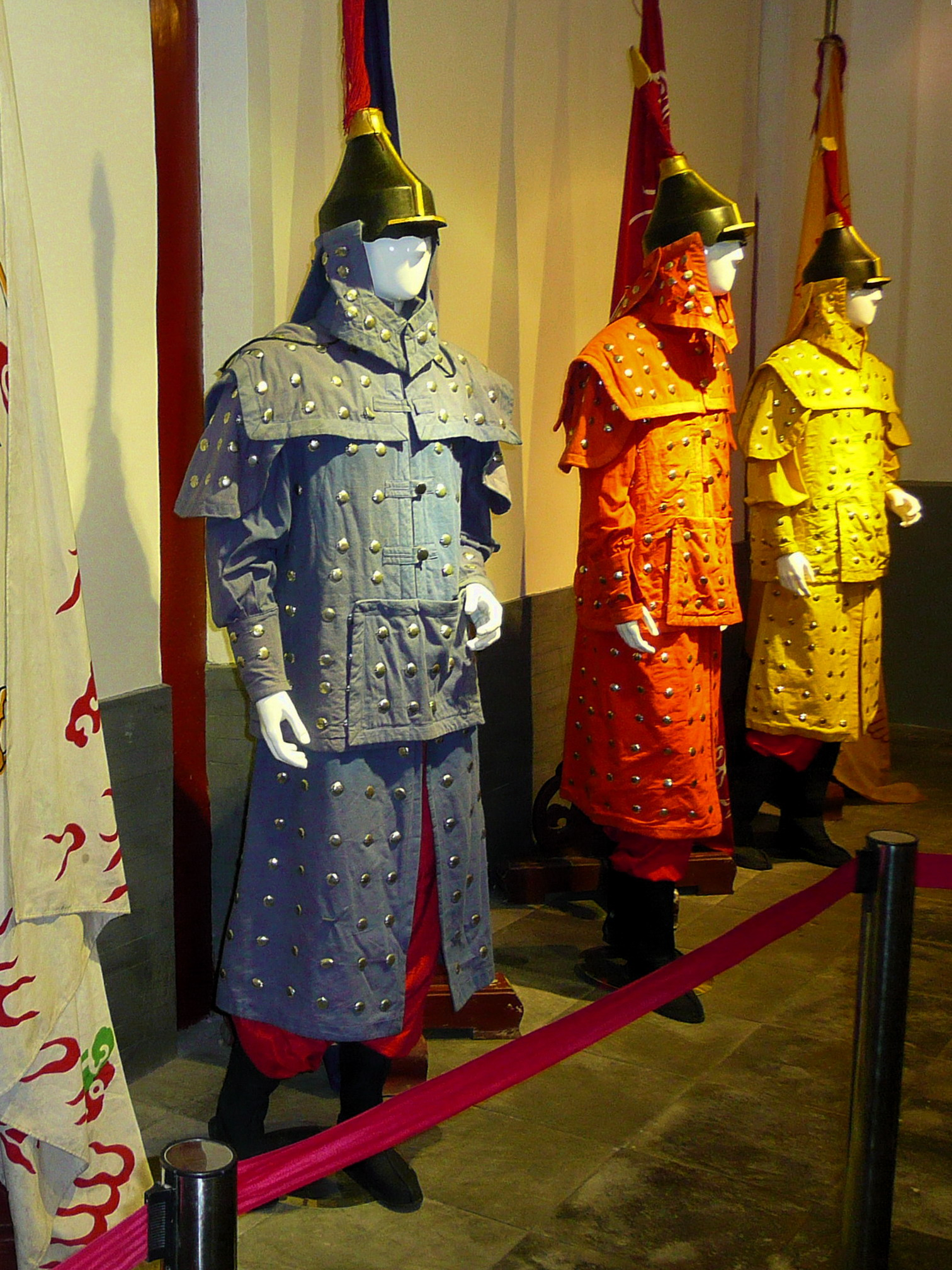
Costumes et drapeaux des quatre bannières pleines

Les « Huit Bannières » (en mandchou : ᠵᠠᡴᡡᠨ
ᡤᡡᠰᠠ, translit. : jakūn gūsa ; en chinois : 八旗 ; pinyin : baqí) étaient des divisions administratives dans lesquelles toutes les familles mandchoues se trouvaient réparties.
Mises en place par Nurhachi après qu'il eut unifié les tribus mandchoues, elles structuraient dès l'origine non seulement l'organisation militaire mandchoue, mais aussi l'ensemble de la société mandchoue : en effet, tout Manchou, homme ou femme, appartenait à une Bannière, et cette appartenance était héréditaire.
Ce rôle se renforça encore après la conquête de la Chine, où le système des Bannières servit à la dynastie des Qing pour préserver l'identité mandchoue (en particulier par le système des « mariages dirigés »), tout en se dotant d'institutions civiles et militaires permettant de contrôler la Chine.
La pièce élémentaire dont étaient constituées les Bannières était le niru (zh) (mandchou : ᠨ᠋ᡳᡵᡠ, tranlit. : niru ; chinois : 佐領 ; pinyin : zuǒlǐng, traduit en compagnie). Certaines de ces compagnies traduisaient les liens familiaux ou tribaux qui existaient entre leurs membres à l'origine, alors que d'autres s'affranchissaient délibérément de ces liens, de façon à créer une force militaire plus centralisée. Chaque compagnie devait en principe fournir 300 hommes pour servir dans la grande Bannière à laquelle elle appartenait.

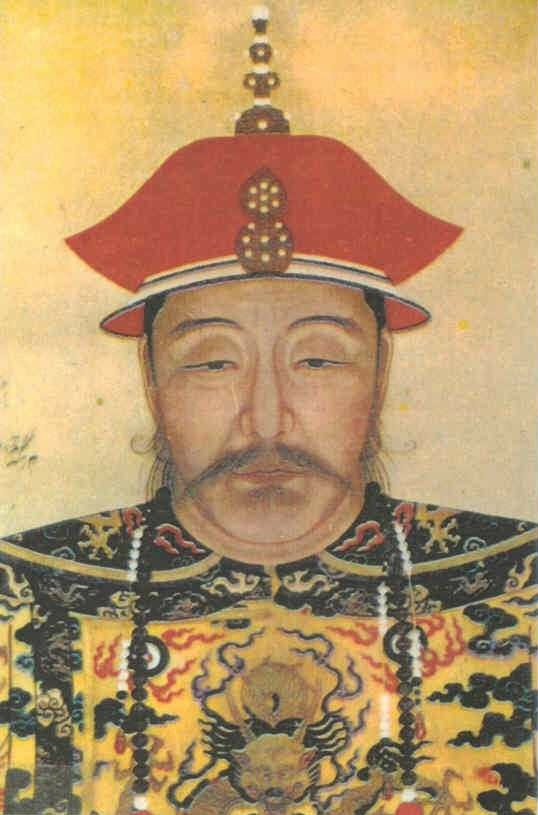
Nurhachi, fondateur des Bannières, artisan de la conquête de la Chine, grand-père du premier empereur de la dynastie des Qing

## Création des Bannières

### Origines
Les Bannières furent créées par Nurhachi au début du XVIIe siècle (en 1615, selon l'historien Peter C. Perdue). Bien qu'initialement conçues comme militaires par nature, les « Huit Bannières » en vinrent à assumer d'autres tâches administratives, telles que la répartition des terres, la gestion des biens immobiliers, l'administration de la justice, le paiement des salaires, etc.
Une hiérarchie s'était mise en place entre les « Huit Bannières », avec les trois « Bannières supérieures » (les deux Bannières Jaunes, et la Bannière Blanche Unie) qui prenaient leurs ordres directement de l'empereur, et les cinq « Bannières inférieures », commandées par des princes impériaux. Plus tard, ce sera la totalité des Bannières qui seront placées sous le contrôle de l'empereur.

### Rôle social

#### Composantes de l'identité culturelle mandchoue
Cette identité culturelle comprend un certain nombre d'aspects, considérés comme étant caractéristiques de la vraie nature du peuple mandchou, de la « Voie mandchoue » (Manjusai fe doro) :
- les arts martiaux : monter à cheval, tirer à l'arc, manier la lance et l'épée ;
- des habitudes frugales ;
- la pratique de la langue mandchoue.

#### Préservation de l'identité mandchoue

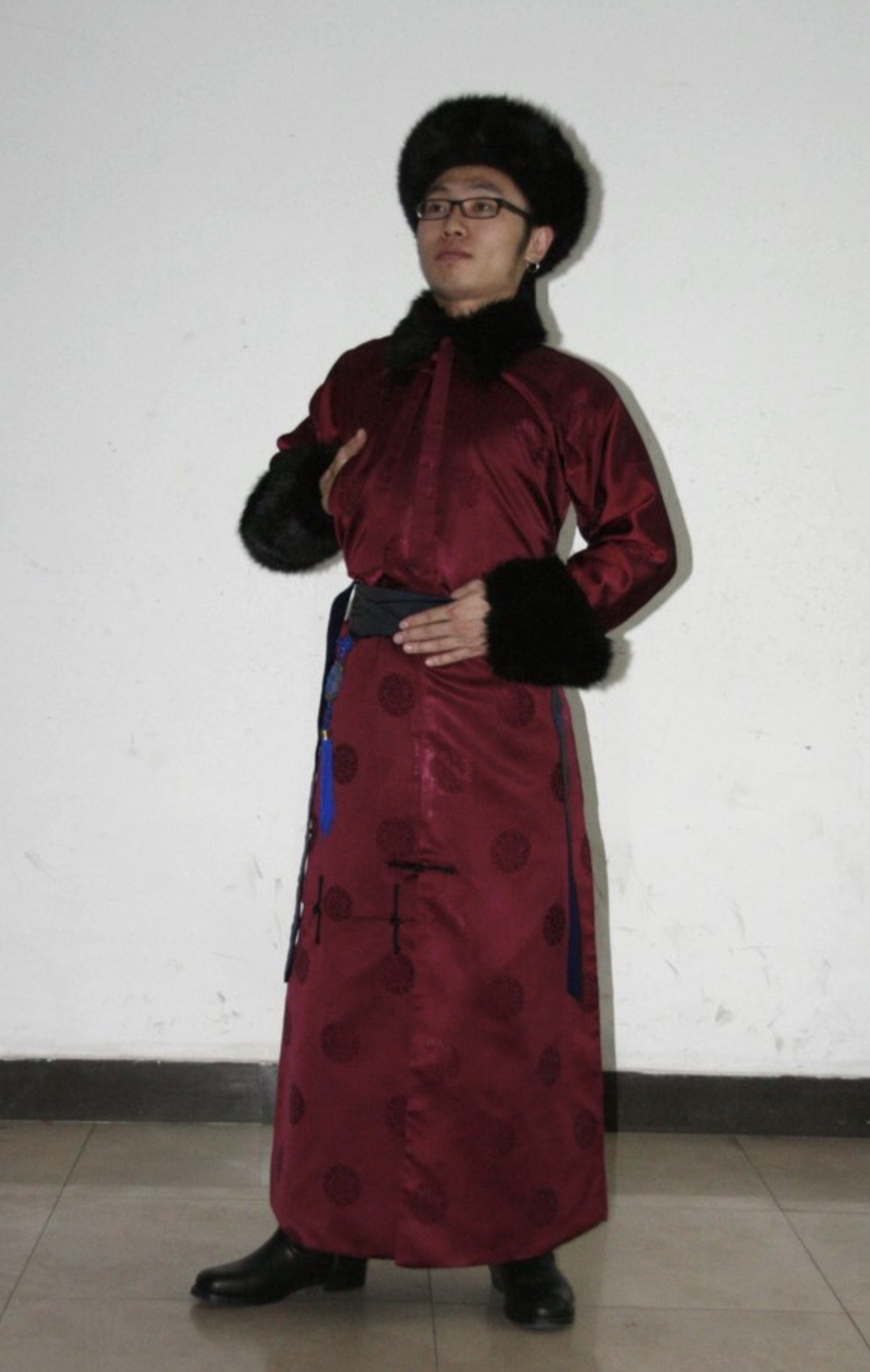
Jeune Mandchou en costume traditionnel.

Cette organisation structura profondément l'organisation de l'État mandchou : aujourd'hui encore, la plupart des Mandchous (ou même des descendants de Chinois Han incorporés dans les Bannières) savent à quelle Bannière ils appartiennent.
Par ailleurs, le caractère héréditaire des Bannières, le fait qu'elles aient inclus la totalité des Mandchous, en attachant à l'appartenance aux Bannières un certain nombre de devoirs ou de privilèges, tout ceci se traduisait par le fait que les Bannières étaient en quelque sorte des castes, contribuant à entretenir un fort sentiment d'appartenance, même certainement pour ceux qui n'étaient pas d'origine mandchoue.
Ceci permit aux vainqueurs mandchous de continuer à gouverner la Chine sans que le caractère mandchou de la dynastie Qing ne se dilue irrémédiablement dans la masse. Dès le départ cependant, les Mongols furent admis à faire partie des Bannières, pratiquement sur un pied d'égalité avec les Mandchous eux-mêmes ; plus tard, par manque d'effectifs mandchous ou mongols, se constituèrent également des Bannières chinoises.
Parmi les devoirs ou privilèges entraînés par l'appartenance aux Bannières, on peut citer :
- les soldats des Bannières étaient regroupés dans 18 villes mandchoues ;
- il leur était interdit de prendre un autre métier que celui de soldat ou de fonctionnaire (car les attributions des Bannières dépassaient le simple domaine militaire, et leur rôle était en réalité de fournir les cadres dirigeants de l'empire chinois, civils ou militaires) ;
- ils bénéficiaient de quotas et de critères d'admission différents lors des examens, tout au moins pour les hommes des Bannières mandchoues ou mongoles (les hommes des Bannières chinoises passaient en général les examens selon les critères ordinaires) ;
- ils étaient à l'abri des poursuites judiciaires ordinaires ou de la torture.

Enfin, même si les Mandchous, du fait de leur petit nombre, peinaient finalement à conserver la majorité dans l'effectif total des Bannières, ils conservaient malgré tout la haute main sur les postes les plus importants, encadrant ainsi l'ensemble de l'armée.

#### Complexité de l'organisation sociale résultante
Le système des « Huit Bannières », visant à préserver l'identité mandchoue, tout en intégrant une très importante population mongole, et même, chinoise Han, ne pouvait manquer de déboucher sur une grande complexité sociale :
- tout en haut de l'échelle se trouvaient les Mandchous, forcément membres des Bannières,
- puis venaient les membres des Bannières mongoles, presque assimilés aux Mandchous par l'ancienneté de leur alliance avec ceux-ci. Ainsi par exemple, il n'était pas anormal qu'un Mandchou prenne une Mongole comme première épouse, alors que ceci était à peu près exclu en pratique dans le cas d'une Chinoise Han. De même, seuls les Mandchous et les Mongols pouvaient être ducs ou princes, et eux seuls assumaient en pratique les charges les plus cruciales (protection du palais impérial, corps d'artillerie, même si l'artillerie fut au début une spécialité chinoise)[5].
- ensuite, mais loin derrière, se trouvaient les hommes des Bannières chinoises. Loin derrière, car considérés par les Mandchous comme « serviles » et manquant de fibre morale.
- enfin, tout en bas de l'échelle, se trouvait l'immense majorité de la population, c'est-à-dire les Chinois Han ordinaires, non membres des Bannières.

On peut rapprocher l'importance que le système des Bannières revêtait pour les Mandchous avec le coût que représentait cette organisation : en effet, entre 50 % et 70 % du budget total de l'État Qing visait à entretenir ses deux forces armées, les Bannières, et l'Étendard Vert. Et c'est le bon fonctionnement du système des Bannières qui avait le plus d'importance à leurs yeux.

## Organisation des Bannières

### Structure hiérarchique
Les Bannières militaires étaient organisées hiérarchiquement : 
- Le niru (chinois 佐领 / 佐領, zuǒlǐng) était la plus petite unité, une compagnie  composée de 300 hommes
- Le jalan (chinois 参领 / 參領, cānlǐng) était formé de 5 niru
- Le gūsa enfin — c'est-à-dire la « Bannière » proprement dite — était composé de 5 jalan. Une Bannière comptait donc 7 500 hommes en principe. Dans la pratique, ces nombres pouvaient varier sensiblement en fonction des circonstances.

Et une des « Huit Bannières », telle que la Bannière Jaune uni par exemple, se composait de nombreuses Bannières « de base » (c'est-à-dire de Bannières composées de 5 jalan).

### Composition ethnique

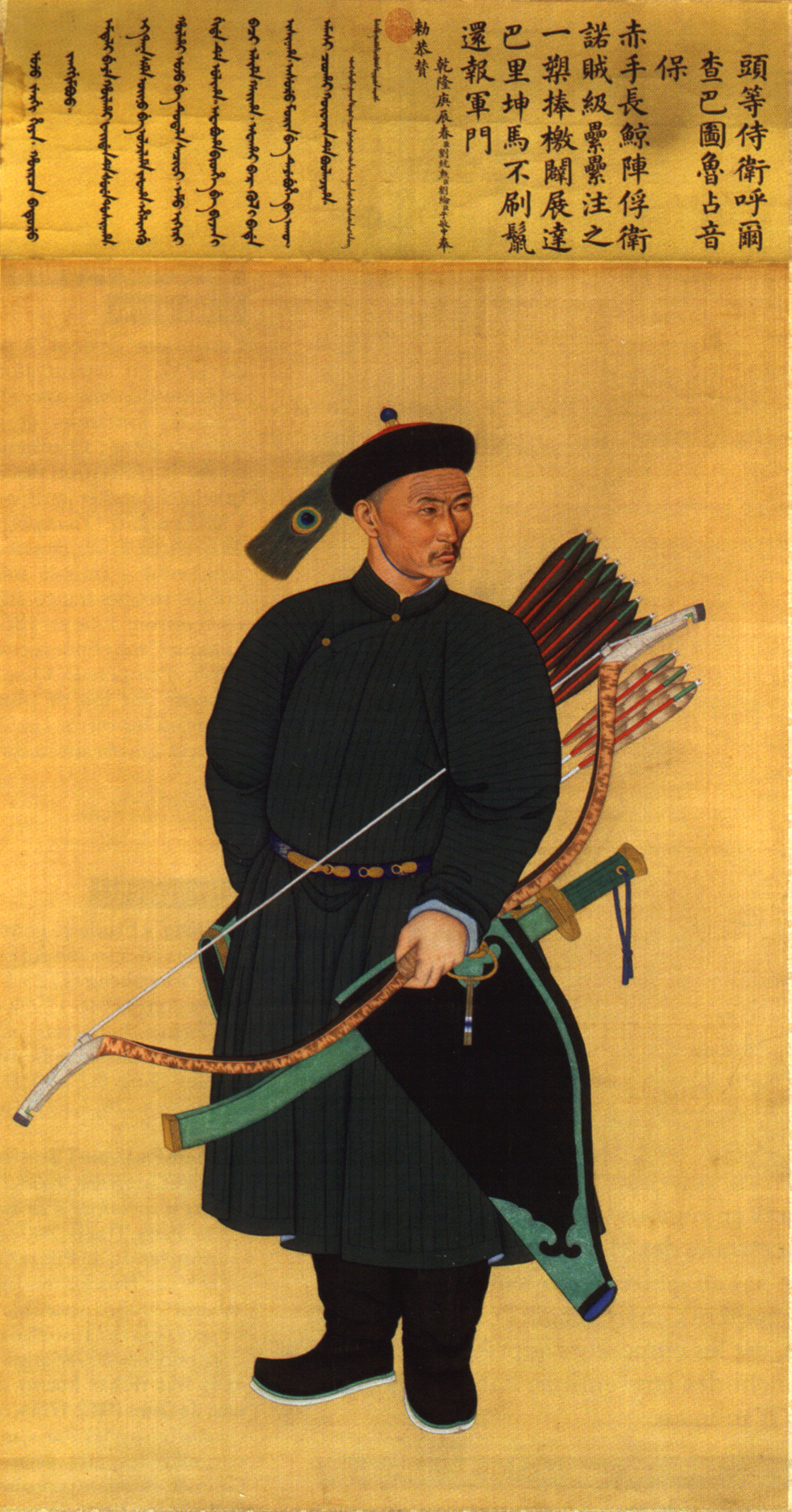
, un des gardes du corps mandchou de l'empereur Qianlong.

À partir de la fin des années 1620, les successeurs de Nurhachi incorporèrent des alliés et les Mongols vaincus dans le système des « Huit Bannières ».

En 1631, par exemple, un corps d'artillerie chinois séparé fut créé.

Les « Huit Bannières » se composaient de trois groupes ethniques essentiels : les Manchous, les Mongols, et les Chinois Han. On pouvait cependant trouver quelques Coréens, et même quelques Russes dans les Bannières.

Dans chacune des Huit Bannières présentées plus bas, figuraient donc des Bannières étiquetées comme « mandchoues », « mongoles », ou encore « chinoises Han ».

Les tout premiers Chinois à faire partie des Bannières furent simplement « saupoudrés » entre les différentes Bannières comme remplaçants, lorsque le besoin s'en faisait sentir. Mais ensuite, l'importance du nombre des soldats chinois incorporés dans les Bannières - soldats chinois qui jouèrent un rôle important dans les premières années de la conquête pour asseoir le pouvoir des Mandchous - amena l'empire Qing à les regrouper dans des Bannières spécifiques. 
Peu à peu, il se constitua des Bannières chinoises Han dans chacune des 8 couleurs. 
Le nombre de Chinois Han « officiels » dans l'effectif total des Bannières ne cessa donc de grandir : au XVIIIe siècle, sur les 1151 compagnies que comptaient au total les Bannières, 681 étaient des Bannières mandchoues, 204 étaient des Bannières mongoles, et 266 des Bannières chinoises Han.

Cependant, à cette répartition officielle des Bannières par ethnie s'ajoutait un autre problème : dans les Bannières « mandchoues », on trouvait en réalité un certain nombre de Chinois Han désireux de se faire passer pour Mandchous, allant par exemple jusqu'à donner des prénoms mandchous à leurs enfants, après avoir modifié leur propre nom pour lui donner une consonance mandchoue.
 
Ceci entraîna au XVIIIe siècle, sous les empereurs Yongzheng et Qianlong, un choc en retour, avec une série de mesures d'exclusion des Bannières d'un bon nombre de Chinois Han, pour re-« mandchourifier » les Bannières et en exclure les « esclaves » enregistrés frauduleusement comme Mandchous ; en revanche, ceux des Hans qui furent maintenus dans les Bannières se considérèrent en quelque sorte comme Mandchous de facto. 
À la fin de la dynastie Qing, tous les membres des Huit Bannières, quelle que soit leur origine ethnique, furent considérés par la République de Chine comme étant Mandchous.

### Les mariages dans les Bannières
Les mariages étaient strictement contrôlés dans les Bannières, tout au moins dans les Bannières mandchoues :
- le mariage d'un membre des Bannières ne pouvait avoir lieu sans l'accord préalable du capitaine de la compagnie concernée (système du « mariage dirigé »),
- C'était d'ailleurs le capitaine de chaque compagnie qui enregistrait les naissances et contrôlait l'état civil mandchou (réforme décidée par l'empereur Yongzheng),
- un homme des Bannières mandchoues pouvait épouser une Chinoise Han, mais ne pouvait guère la prendre que comme seconde épouse ou concubine,
- en revanche, une Chinoise Han épouse ou concubine d'un Mandchou était alors elle-même intégrée dans la Bannière et était considérée comme Mandchoue,
- en sens inverse, il était pratiquement interdit à une femme mandchoue d'épouser un Chinois Han, et cette interdiction était respectée dans les faits.

### Les soldats des Bannières

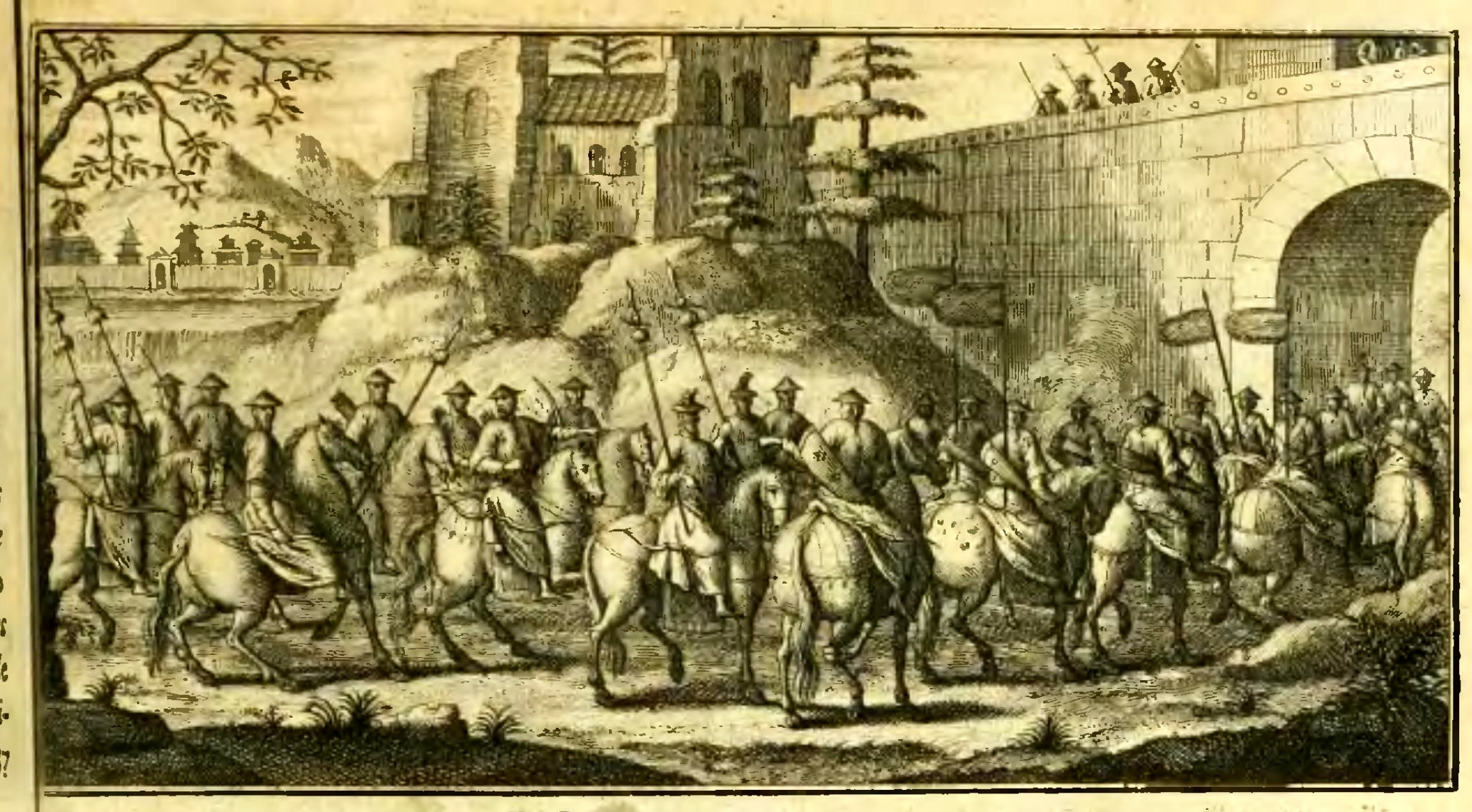
Troupe de cavaliers « tartares » (mandchous ou mongols), Jean-Baptiste Du Halde, Description de la Chine, 1736.

Depuis l'époque de la conquête de la Chine (1644 - 1683), les soldats des Bannières devinrent des militaires professionnels et se bureaucratisèrent. Une fois que les Mandchous eurent pris le contrôle de l'empire, il leur devint impossible de satisfaire aux besoins matériels des soldats en distribuant le butin conquis : à la place, un système de salaire fut institué, les grades furent standardisés, et les « Huit Bannières » devinrent une sorte de caste militaire héréditaire, même si elles comportaient une composante ethnique importante. Les soldats des Bannières se virent affectés à des postes permanents, soit en tant que défenseurs de la capitale, Pékin, où vivaient à peu près la moitié d'entre eux avec leur famille, soit encore dans les provinces, où quelque dix-huit garnisons furent établies.

Les garnisons les plus importantes furent, pendant l'essentiel du règne des Qing, celles qui se trouvaient à Pékin, suivi par Xi'an et Hangzhou. Un grand nombre de soldats des Bannières  se trouvaient également en Mandchourie, à des endroits stratégiques de la Grande Muraille, ainsi que sur le Yangtze et le Grand Canal.

## Les Huit Bannières
Voici quelles étaient les « Huit Bannières ». Il faut bien comprendre ici que ces Bannières ne désignent pas une unité combattante, encore moins un nombre de soldats, mais bien l'appartenance à un groupe, à une caste, appartenance que l'on acquérait à la naissance (même si des « passerelles » pouvaient exister entre Bannières).
| Bannière | Français                   | Mandchou                | Mongol              | Chinois                       |
| -------- | -------------------------- | ----------------------- | ------------------- | ----------------------------- |
|          | Bannière jaune             | gulu suwayan i gūsa     | Шүлүүн шар хошуу    | 正黄旗 / 正黃旗, zhènghuángqí |
|          | Bannière jaune à bordure   | kubuhe suwayan i gūsa   | Хөвөөт шар хошуу    | 镶黄旗 / 鑲黃旗, xiānghuángqí |
|          | Bannière blanche           | gulu šanggiyan i gūsa   | Шүлүүн цагаан хошуу | 正白旗, zhèngbáiqí            |
|          | Bannière blanche à bordure | kubuhe šanggiyan i gūsa | Хөвөөт цагаан хошуу | 镶白旗 / 鑲白旗, xiāngbáiqí   |
|          | Bannière rouge             | gulu fulgiyan i gūsa    | Шүлүүн улаан хошуу  | 正红旗 / 正紅旗, zhènghóngqí  |
|          | Bannière rouge à bordure   | kubuhe fulgiyan i gūsa  | Хөвөөт улаан хошуу  | 镶红旗 / 鑲紅旗, xiānghóngqí  |
|          | Bannière bleue             | gulu lamun i gūsa       | Шүлүүн хөх хошуу    | 正蓝旗 / 正藍旗, zhènglánqí   |
|          | Bannière bleue à bordure   | kubuhe lamun i gūsa     | Хөвөөт хөх хошуу    | 镶蓝旗 / 鑲藍旗, xiānglánqí   |

## Déclin des Bannières

### Inefficacité militaire

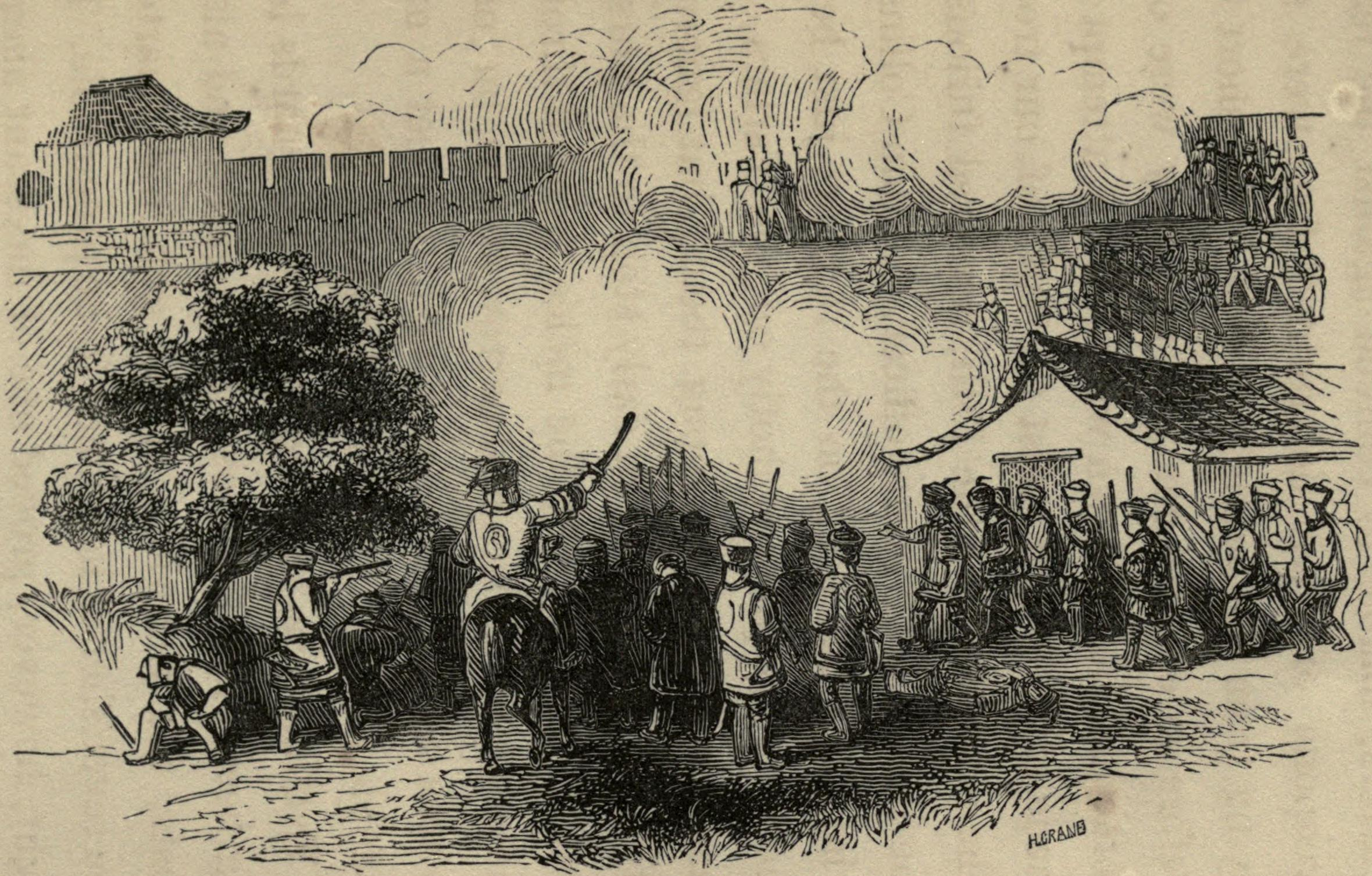
Rassemblement des troupes mandchoues à la bataille de Chinkiang en 1842.

Même si les Bannières furent essentielles dans la conquête de la Chine par les Qing contre les armées Ming, elles commencèrent à s'atrophier au cours du XVIIIe siècle, et s'avérèrent être devenues inefficaces pour mener une guerre moderne dans la seconde moitié du XIXe siècle. Les Bannières à cette époque se montrèrent incapables de vaincre les différentes puissances des empires occidentaux entrées en Chine, telles que le Royaume-Uni, l'Empire français, les États-Unis, l'Empire russe, l'Empire portugais, etc. réunis dans l'alliance des huit nations, lors des Guerres de l'opium, et furent également mises en difficulté lors de la Révolte des Taiping.

### La fin des Bannières
À la fin du XIXe siècle, la dynastie Qing commença à entraîner et à constituer les unités d'une « Nouvelle Armée » entraînée, équipée, et organisée à l'occidentale. En 1885, trois corps de campagne sont créés dans les trois provinces de la Mandchourie, chacun comptant 4 000 fantassins armés et équipés à l'européenne, 500 cavaliers et 20 pièces d'artillerie de campagne ou de montagne modernes. En outre, le long des frontières sino-russe et sino-coréenne, est créé un « corps de la frontière du Nord » de 10 000 hommes sur le même modèle. Les Huit Bannières n'assurent plus qu'un service de garnison et de gendarmerie. En cas de guerre, les corps de campagne, des frontières et des Bannières peuvent lever jusqu'à 170 000 hommes supplémentaires mais sans instruction militaire. Le Tibet vassal des Qing peut théoriquement rassembler un corps de milice de 3 000 hommes, voire 47 000 en temps de guerre, mais cette milice est considérée comme pratiquement inutilisable.
Le système des Bannières, discrédité pendant la guerre sino-japonaise et la révolte des Boxers, perdure pourtant jusqu'à la chute des Qing en 1911, et même au-delà, avec un embryon d'organisation qui continue à fonctionner jusqu'à l'expulsion de Puyi (le dernier empereur Qing) de la Cité interdite en 1924.

## Armée de l'Étendard Vert
Parallèlement aux « Huit Bannières » existait sous les Qing une armée Han « classique », l'armée de l'Étendard Vert.
Cette armée n'avait pas le même statut que les Bannières, de même qu'un soldat Han de l'Étendard Vert n'avait pas le statut social d'un Han appartenant à une Bannière Han.
Dans l'armée de l'Étendard Vert se trouvaient par exemple des Hans exclus des Bannières hans, et des soldats des garnisons provinciales.
En principe, seuls des officiers hans commandaient ces troupes : les Mandchous considéraient en effet que nommer des hommes des Bannières mandchoues comme officiers dans l'Étendard Vert aurait non seulement un effet démoralisant sur les soldats hans (en les privant de possibilité de promotion), mais encore (et surtout), aurait un effet débilitant sur les officiers mandchous eux-mêmes, en leur conférant par contagion l'esprit « servile » des Hans.

### Source de la traduction
- (en) Cet article est partiellement ou en totalité issu de l’article de Wikipédia en anglais intitulé « Eight Banners » (voir la liste des auteurs).